# Mythen Region
Mythen Region est un regroupement de 6 stations de ski situées dans les Préalpes centrales suisses, dans le canton de Schwytz.

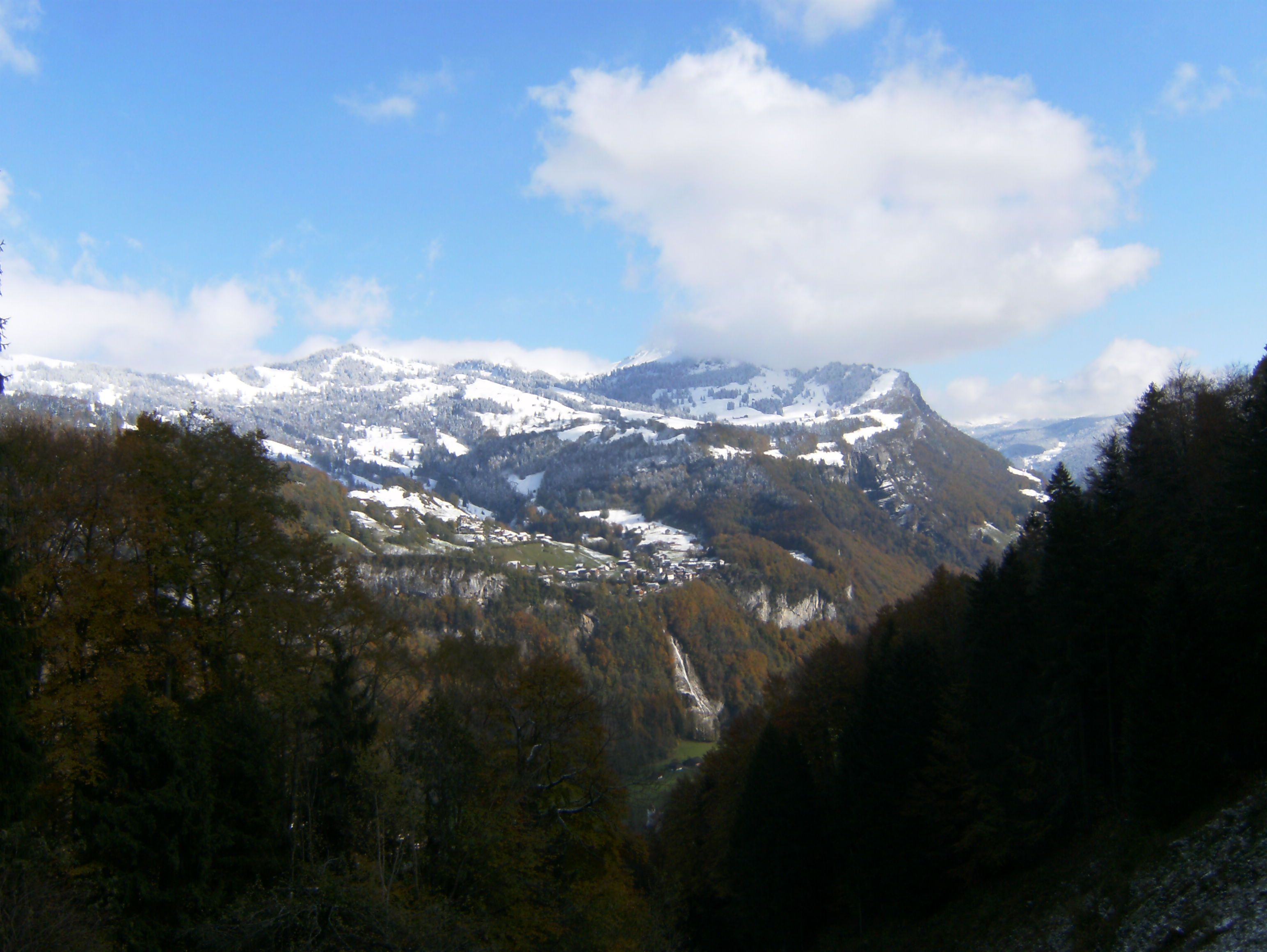
Vue d'Illgau, une des stations de Mythen Region (octobre 2010).

Leurs domaines skiables, cumulant 50 km de pistes desservies par 14 remontées mécaniques, sont reliés entre eux skis aux pieds.
Les 6 stations de ski sont les suivantes :
- Handgruobi
- Haggenegg
- Holzegg
- Ibergeregg
- Illgau
- Rotenflue